# Документовед
Документове́д  — специалист в области документоведения, археографии и делопроизводства.
А также — наименование должности в организации; наименование специальности в высшем учебном заведении (факультет документоведения).

## Описание
Профессиональная деятельность включает:
- планирование, организацию, совершенствование деятельности службы документационного обеспечения управления (ДОУ) и контроля за состоянием делопроизводства в организации
- разработку унифицированных форм документов, систем документации, табелей документов различного назначения и уровня направления, классификаторов документной информации
- упорядочивание состава документов и информационных показателей, сокращение их количества и оптимизацию документопотоков организации
- отбор документов передаваемых на государственное хранение, организацию текущего хранения и экспертизу ценности документов
- постановку задач проектирования, эксплуатации, совершенствования автоматизированных информационных систем и систем управления
- изучение и обобщение передового опыта в области ДОУ, разработка нормативно-методических документов по вопросам ДОУ
- подготовку предложений по обеспечению эргономических условий труда, рационализации рабочих мест сотрудников службы ДОУ
- участие в работе по подбору расстановке и повышению квалификации кадров службы ДОУ.

В крупных организациях, таких как министерства, ведомства, работает в специальном подразделении — управлении делами или секретариате. В управлении делами документовед может работать на разных участках работы. Например в:
- подразделении, куда приходят документы (входящая корреспонденция, почта). Специалист в области документоведения проставляет штамп на входящих документах с порядковым номером. Также заносит информацию о документе в электронную базу данных;
- экспедиции, откуда документы отправляются в иные организации;
- подразделении по контролю за документами.

## Главные и регулирующие организации
- Основным (и первым) высшим учебным заведением в России по данной специальности является Историко-архивный институт Российского государственного гуманитарного института. Бывший Московский государственный архивный институт Главного архивного управления НКВД СССР.
- Основная научно-исследовательская организация — Всероссийский научно-исследовательский институт документоведения и архивного дела. Подчиняется Росархиву.
- Имеющийся орган власти и управления — Федеральное архивное агентство России (Росархив). Бывшее Главное архивное управление НКВД СССР.